# غادنا

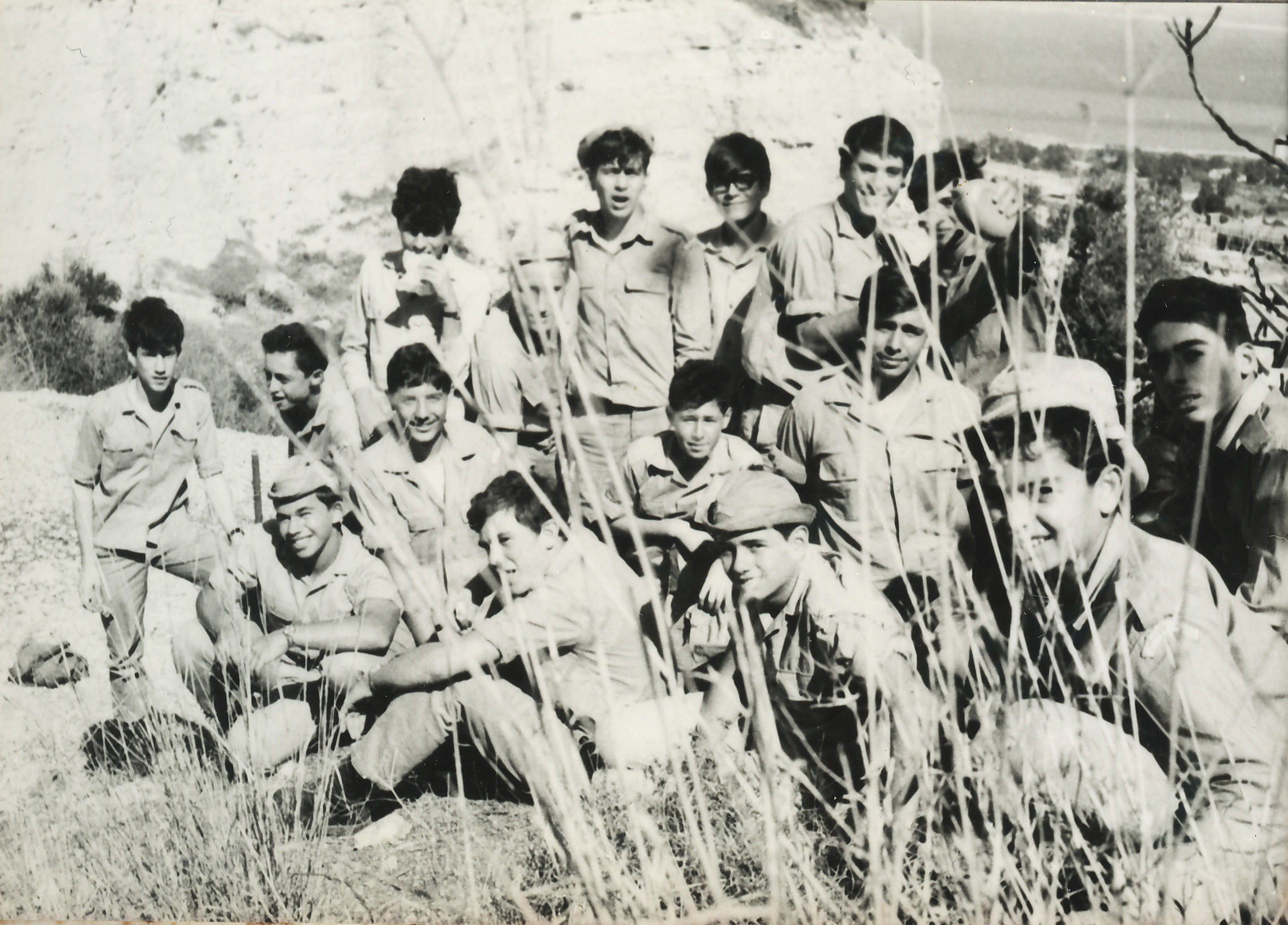
طلاب الصف العاشر في صف غادنا، 1969

غادنا Gadna (بالعبرية: גדנ״ע‏) هو برنامج عسكري إسرائيلي يقوم بإعداد الشباب للخدمة العسكرية في الجيش الإسرائيلي.
تم تأسيسه قبل تأسيس دولة إسرائيل وسن له قانون في عام 1949. أما اليوم فهو عبارة عن برنامج انضباط وتدريب عسكري مدته أسبوع واحد عادة تحت قيادة قادة يخدمون في لواء مشاة ناحال. ويضم غادنا ما يقدر بنحو 19.000 شاب إسرائيلي سنويًا، بالإضافة إلى العديد من الشباب الأجانب. 

## تاريخ

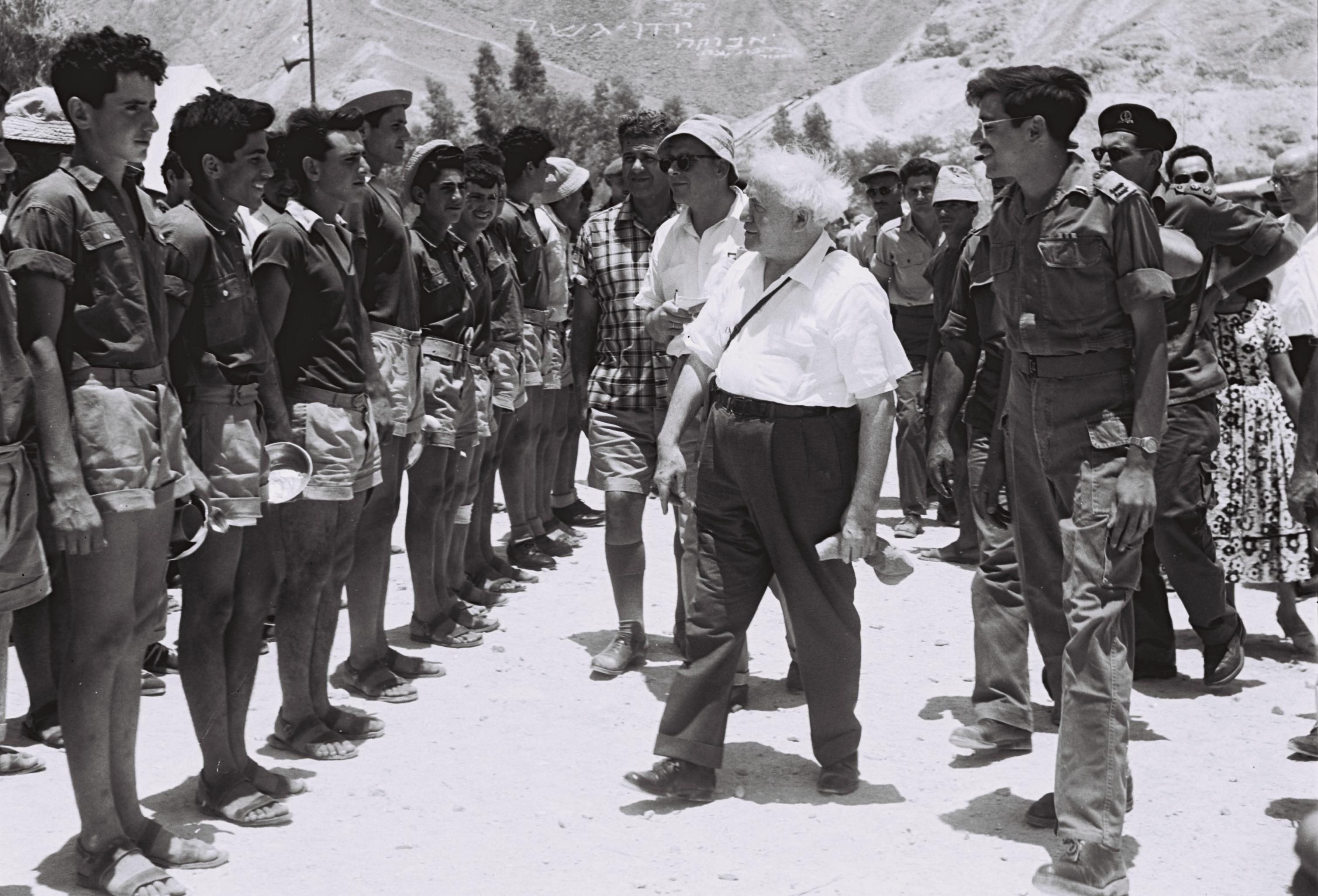
دافيد بن غوريون يزور قاعدة غادنا في بئر أورا (1957)

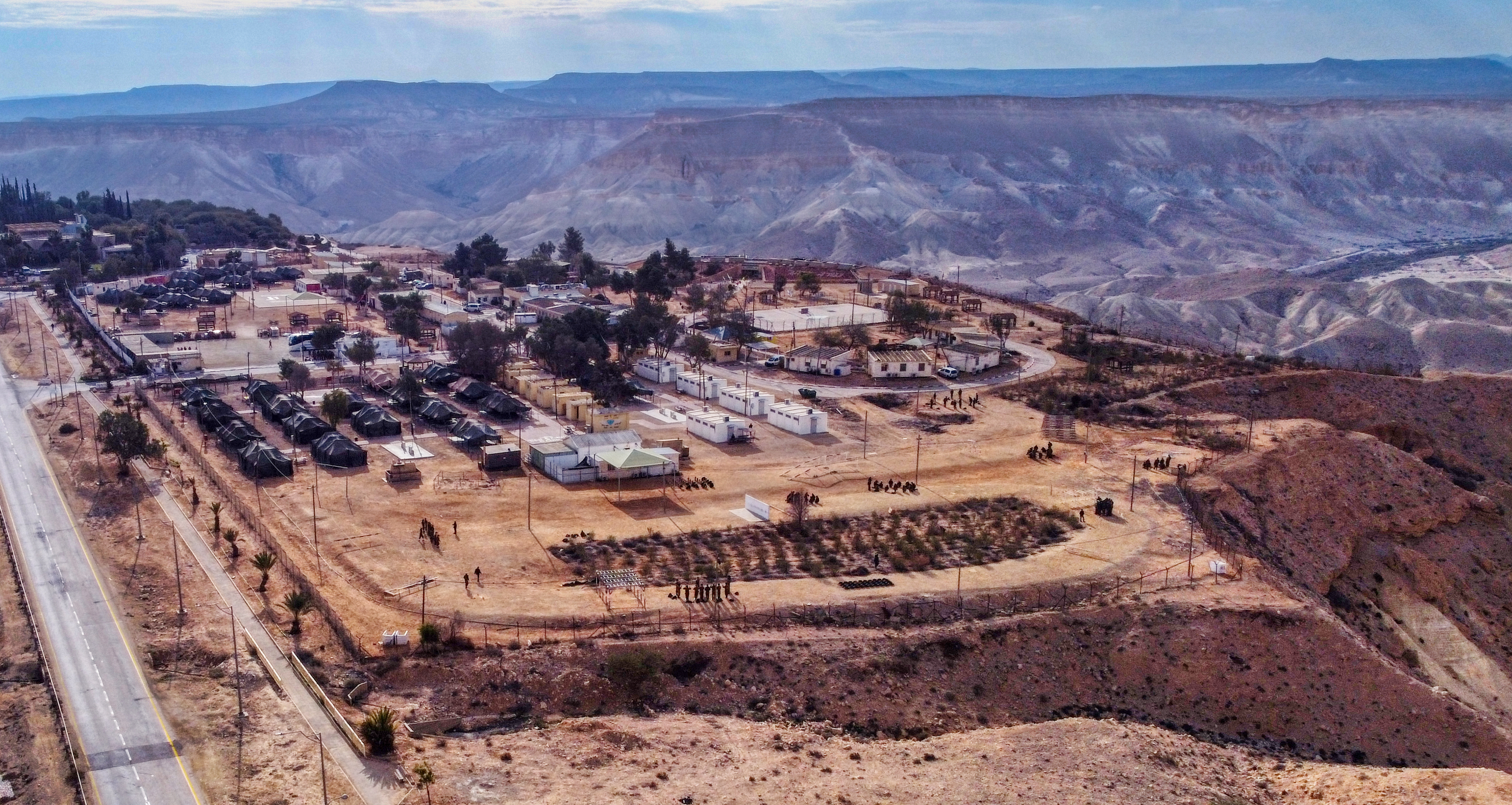
غادنا سدي بوكر

"غادنا" اختصار لـ "غدودي نوار" (גדודי נוער ومعناها كتائب الشباب) هي منظمة للشباب تم إنشاؤها قبل إعلان استقلال إسرائيل. 
إلى جانب التدريب الأولي للخدمة العسكرية، قامت نوادي غادنا بتدريس التاريخ الصهيوني، وتعزيز حب أرض إسرائيل، وشجعت الأعضاء على الانخراط في الزراعة والعمل التطوعي. وتضمنت الأنشطة الاجتماعية قراءات لمواد أيديولوجية من الصحف والمطبوعات العمالية الصهيونية. 
تم إنشاء البرنامج في أوائل الأربعينيات من قبل الهاغاناه، التي أصبحت نواة الجيش الإسرائيلي. قاتل الآلاف من أعضاء غادنا كجنود أطفال في الحرب العربية الإسرائيلية عام 1948.  وتم تشكيل شركة جوناثان في الغالب من أعضاء غادنا. 
في يونيو 1949، أصدر الكنيست قانونًا يلزم الرجال والنساء الذين يتمتعون باللياقة البدنية والعقلية بالخدمة في الجيش اعتبارًا من سن 18 عامًا. كما نص القانون على إنشاء برنامج غادنا شبه العسكري لإعداد طلاب المدارس الثانوية للخدمة العسكرية. 

## التبعية
برنامج "غادنا" تابع لقسم "ماجن" التابع لهيئة التعليم والشباب.

### قواعد
ارتبطت العديد من القواعد ببرنامج غادنا على مر السنين، على الرغم من أنه اعتبارًا من عام 2020، لم يتبق سوى قاعدتين تشغيليتين فقط:
- قاعدة سديه بوكر غادنا في صحراء النقب
- قاعدة تسالمون غادنا، في الجليل الأسفل